# Hyaloderma imperspicuum
Hyaloderma imperspicuum är en svampart som beskrevs av Speg. 1884. Hyaloderma imperspicuum ingår i släktet Hyaloderma, divisionen sporsäcksvampar och riket svampar.   Inga underarter finns listade i Catalogue of Life.